# Virginia Lake
Virginia Lake è un personaggio immaginario della serie TV britannica di fantascienza UFO e di due film, tratti dalla medesima serie, dove viene sempre interpretata da Wanda Ventham.

## Storia
Virginia Lake è inizialmente un'imprenditrice, esperta di computer e programmazione, incaricata di progettare "Eutronic", un sistema di intercettazione degli UFO da installare sulla base lunare. Successivamente, su invito del comandante Edward Straker, entrerà nell'organizzazione SHADO (Supreme Headquarters Alien Defence Organisation, Comando supremo dell'organizzazione di difesa contro gli extraterrestri), con il grado di colonnello, sostituendo il pari grado Alec E. Freeman, passato ad altri incarichi. Virginia Lake manterrà costantemente buoni rapporti con il comandante Straker ed intreccerà una breve relazione con il colonnello Paul Foster .

## Serie televisiva
- UFO - serie TV (1969-1970)

## Film
- UFO Allarme rosso... attacco alla Terra! (1973)
- UFO Prendeteli vivi (1974)